# Luis Miguel Domínguez
Luis Miguel Domínguez Mencía (Madrid, 16 de febrero de 1963) es un naturalista y ecologista español y director de series de televisión sobre la naturaleza.

## Televisión
Es presidente de la productora Avatar Wildlife Docs y vicepresidente de la Asociación de Productores de Documentales de Historia Natural (ADHN), miembro de la Academia de las Ciencias y las Artes de Televisión y codirector de URBAN TV (Festival Internacional de televisión sobre ecología urbana) de la Casa Encendida (Madrid).
Ha participado en algunas emisiones del programa de Cuatro, Cuarto Milenio, dirigido por Iker Jiménez. Su última producción es Tesoro del sur, una serie documental de cuatro capítulos sobre la fauna y flora de Andalucía con su clima mediterráneo, y promovida por la Consejería de Medio Ambiente de la Junta de Andalucía.

### Series de televisión
- Fauna callejera
- Vietnam, vida tras la muerte
- Amazonia, última llamada
- Espacios naturales
- Vive la vía
- Descubre tus Cañadas
- Tesoros del Sur
- De campo y sin merienda
- El naturalista en casa
- El show de los récords
- La mirada de Anselmo
- El toro amigo
- Naturalistas
- Bio-diario
- Aquí la Tierra

### Documentales
- Korubos. Morir matando
- Invasores

## Radio
Ha dirigido también programas de radio como Al cabo de la calle, El ciempiés o Todos somos naturaleza.

## Militancia ecologista
Ha sido miembro de la junta directiva de entidades como Adena/WWF, Greenpeace, Survival International y WATU. También se le conoce por su ayuda a los animales en peligro de extinción.
En la actualidad, es presidente de la asociación Lobo Marley. Ciudadanos por el Lobo y por el Mundo Rural, dedicada a la conservación del lobo ibérico (Canis lupus signatus).
La actividad de este colectivo se centra principalmente en la divulgación y la presentación de denuncias ante los tribunales por actuaciones públicas y privadas que perjudican la conservación de esta especie.

## Libros
- Guía de la fauna callejera
- Fauna callejera
- Andar por el bajo Manzanares
- Tierra nuestra, vida nuestra
- ¿Quieres ser naturalista?
- Encuentros con lobos (colaboración)
- Corazón valiente
- Lobo: Historia, ciencia y conciencia

## Premios
- Nacional de artes y tradiciones populares (1987)
- Premio a la mejor serie científica de televisión (1994)
- Jules Verne a la mejor serie divulgativa (1994)
- Accésit de Honor en el Príncipe de Asturias para jóvenes investigadores (1978 y 1983)
- Premio de la Federación de Amigos de la Tierra (1988)
- Vida sana (2003)
- Premios Ondas Mediterráneas en 2009, mención especial del jurado.[3]

## Otras actividades
En mayo de 2019, sufrió un ictus del cual sobrevivió para ver como el 4 de febrero de 2020,el gobierno de España, iniciaba por fin los trámites para la protección por ley del lobo ibérico, algo a lo que él contribuyó de manera fundamental trabajando sin descanso durante años para ello considerando a esta cuestión una de las mayores proezas del conservacionismo en España.